# 高野研一
高野 研一（たかの けんいち、1955年9月1日 - ）は、日本の工学者。慶應義塾大学大学院システムデザイン・マネジメント研究科教授、日本原子力発電取締役。中央労働災害防止協会緑十字賞、義塾賞等受賞。

## 人物・経歴
神奈川県生まれ。1974年神奈川県立多摩高等学校卒業。1978年名古屋大学工学部卒業。1980年名古屋大学大学院工学研究科原子核工学専攻博士前期課程修了、電力中央研究所入所、原子力部配属。1995年名古屋大学工学博士、マンチェスター大学応用心理学部客員フェロー。1996年電力中央研究所ヒューマンファクター研究センター上席研究員。2000年日本人間工学学会大島賞受賞。2007年慶應義塾大学先導研究センター教授。2008年慶應義塾大学大学院システムデザイン・マネジメント研究科教授、早稲田大学理工学術院非常勤講師。安全管理のコンサルティングなども行い、2014年には日本原子力発電取締役に就任。同年義塾賞受賞。2017年中央労働災害防止協会緑十字賞受賞。2019年安全工学会北川学術賞受賞。2021年停年退職。